# Cabañas de Polendos
Cabañas de Polendos – gmina w Hiszpanii, w prowincji Segowia, w Kastylii i León, o powierzchni 26,41 km². W 2011 roku gmina liczyła 181 mieszkańców.